# Katerina Vilioni
Katerina Vilioni (... – Yangzhou, giugno 1342) è stata una donna di origini italiane morta in Cina nella prima metà del XIV secolo..
Date le pochissime notizie a disposizione, non si ha idea né della sua età al momento della morte né se nacque in Italia e viaggiò lungo la via della seta (facendo di lei una delle pochissime donne europee ad avere intrapreso il viaggio in epoca medioevale) oppure se nacque in Cina da madre italiana, cinese o di altra nazionalità.

Immagine della lapide posta nel 1342 sulla tomba di Katarina Vilioni, membro di una famiglia di mercanti italiani in Yangzhou.

## Evidenze archeologiche
Si è venuti a conoscenza della vita di Katerina Vilioni unicamente tramite la sua lapide tombale, rinvenuta nel 1957 nei pressi della città cinese di Yangzhou.
Tale lapide riporta un'iscrizione in latino eseguita in caratteri gotici, oltre a scene raffiguranti il martirio di Santa Caterina. L'iscrizione recita:

## Comunità italica
L'esistenza di tale lapide in Yangzhou pochi lustri dopo il viaggio di Marco Polo, che oltretutto ricoprì incarichi amministrativi nella città, conferma l'esistenza di una comunità italiana, presumibilmente di mercanti genovesi e veneziani dediti al commercio della seta.
Successivamente sono state ritrovate una piccola scultura sacra cristiana ed una breve iscrizione citante la morte di un figlio di tale Domenico, chiamato Antonio, nel novembre 1344.
Odorico da Pordenone visitò nel 1322 Yangzhou riportando che alloggiò presso una comunità francescana e che in città vi erano anche tre chiese nestoriane.

## Diversa identificazione
Il medioevalista Roberto Lopez ha suggerito una diversa lettura del cognome, da interpretarsi come Ilioni.
Questo permetterebbe di identificare il padre con Domenico Ilioni, persona menzionata in atti pubblici della Repubblica di Genova del 1348 come a suo tempo esecutore testamentario del mercante Jacopo de Oliverio. In tale documenti si riporta che visse "in partibus Catagii" ("dalle parti del Catai"), dove riuscì a quintuplicare il suo capitale.